# Wsewolod Witaljewitsch Wischnewski

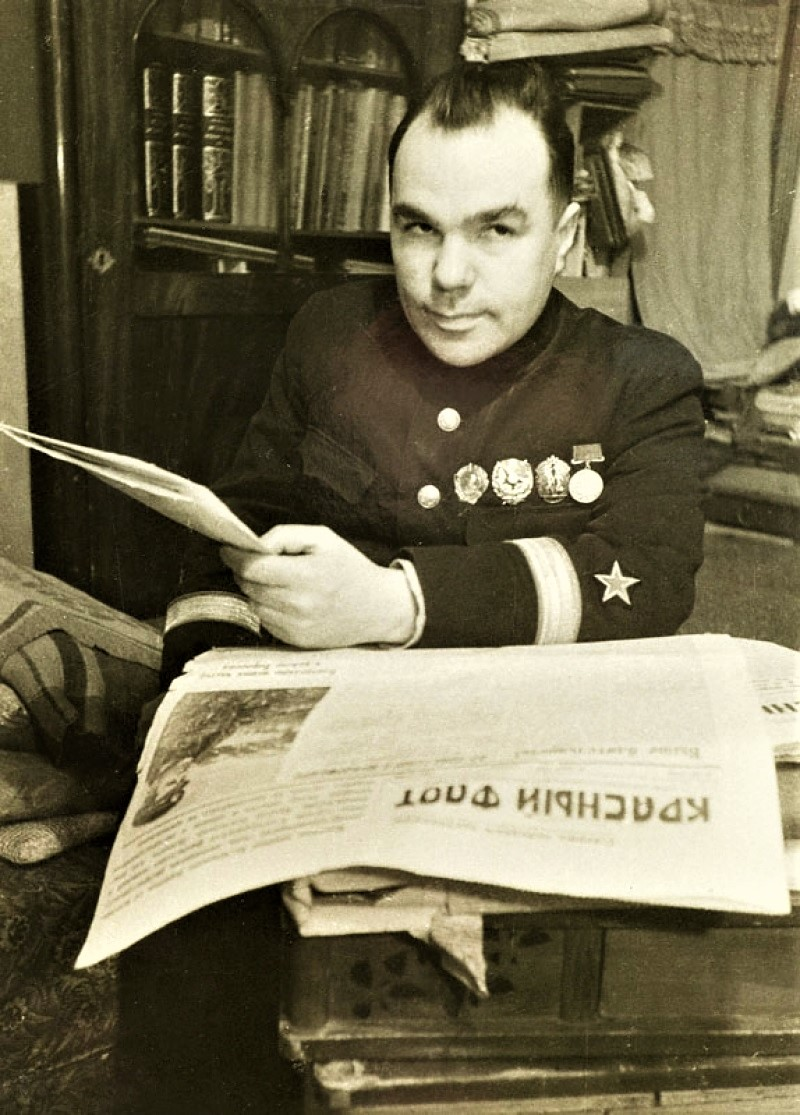
Wsewolod Witaljewitsch Wischnewski, 1942

Wsewolod Witaljewitsch Wischnewski (russisch Все́волод Вита́льевич Вишне́вский; * 8. Dezemberjul. / 21. Dezember 1900greg. in Sankt Petersburg; † 28. Februar 1951 in Moskau) war ein russisch-sowjetischer Journalist und Dramatiker.

## Leben
Geboren wurde er als Sohn einer Professorenfamilie. Im Alter von 14 Jahren gab er, ohne das Wissen seiner Eltern das Gymnasium auf, und trat in die zaristische Flotte ein. Schon als Matrose der Baltischen Flotte, während der Jahre der Revolution und des Bürgerkrieges war er ein kämpferischer Schriftsteller-Korrespondent, Publizist, Novellist. Ende der zwanziger Jahre wurde er durch sein Drama aus der Epoche des Bürgerkrieges Die erste Reiterarmee allgemein bekannt. Mitte der 1930er Jahre war er einer der Organisatoren des Internationalen Antifaschistischen Kongresses zur Verteidigung der Kultur und nahm an der Arbeit dieses Kongresses in Madrid und Valencia teil. Im Winterkrieg sowie zu Beginn des Zweiten Weltkrieges befand sich der Schriftsteller in Leningrad und beteiligte sich dort als Marineoffizier und Korrespondent der Prawda an der Verteidigung Leningrads. Eine Reihe von Jahren war er Stellvertretender Generalsekretär des Schriftstellerverbandes der UdSSR sowie auch verantwortlicher Redakteur der sowjetischen literarischen Zeitschrift Snamja („Das Banner“). Er verstarb nach langer schwerer Krankheit.
Er war mit Sonja Wischnewskaja verheiratet. Selbst schon krank, redigierte und veröffentlichte sie nach Wischnewskis Tod im Jahre 1951 den gesamten Nachlass ihres Mannes. Sie verstarb im März 1962.

## Werke
- Das Gericht über die Kronstädter Aufrührer (Schauspiel, 1921)[4]
- Die erste Reiterarmee (Schauspiel, 1929)[5]
- Das letzte Gefecht (Schauspiel, 1931)[6]
- Im Westen ist Kampf (Schauspiel, 1931)[7]
- Der letzte entscheidende…  (Schauspiel)[8]
- Optimistische Tragödie (Schauspiel, 1932)[9]
- Wir aus Kronstadt  (Drehbuch, 1933)[10]
- Spanien (Drehbuch, 1939)[11]
- Wir – Das russische Volk  (Novelle)[12]
- Endlos breitet sich das Meer (Schauspiel)[13]
- Vor den Mauern Leningrads (Schauspiel)[14]
- Das unvergessliche Jahr 1919 (Schauspiel)[15]

### Werke auf Deutsch
- Optimistische Tragödie. - Verlag Philipp Reclam jun., Leipzig 1977.
- Krieg. - Verlag des Ministeriums für Nationale Verteidigung der DDR, Berlin 1959.
- Matrosen - Kämpfende Kunst. - Verlag des Ministeriums für Nationale Verteidigung, Berlin 1960

## Auszeichnungen
- 1942: Orden des Roten Sterns[16]
- 1944: Rotbannerorden[17]
- 1945: Leninorden[18]
- 1950: Stalinpreis für Das unvergessliche Jahr 1919[19]